# Austrophilibertiella
Austrophilibertiella là một chi rêu trong họ Ditrichaceae.